# Mantella madagascariensis
Mantella madagascariensis is een kikker uit de familie gouden kikkers (Mantellidae). De soort komt endemisch voor op het Afrikaanse eiland Madagaskar.

## Uiterlijke kenmerken
M. madagascariensis is een relatief kleine kikker; vrouwtjes hebben een lichaamslengte van 24 à 25 millimeter en mannetjes 21 à 22 millimeter. De kikker heeft een zwart lijf met een geel tot groene tekening. De achterpoten zijn oranjegekleurd met zwarte vlekken.
Kop, flanken en bovenzijde zijn zwart met een geel tot groene tekening. De zwarte onderzijde, ledematen en keel zijn bedekt met gele tot groenblauwe vlekken. Een lichtgekleurde streep loopt vanaf de snuit tot voorbij de bovenzijde van beide zwarte ogen.
De hoeveelheid gekleurde vlekken verschilt per gebied, wat de determinatie vaak bemoeilijkt. M. madagascariensis lijkt sterk op M. baroni en M. pulchra, verwante soorten die veel talrijker voorkomen op Madagaskar. Deze soorten zijn echter geheel zwart op de kop en bovenzijde.

Sterk gelijkende soorten:
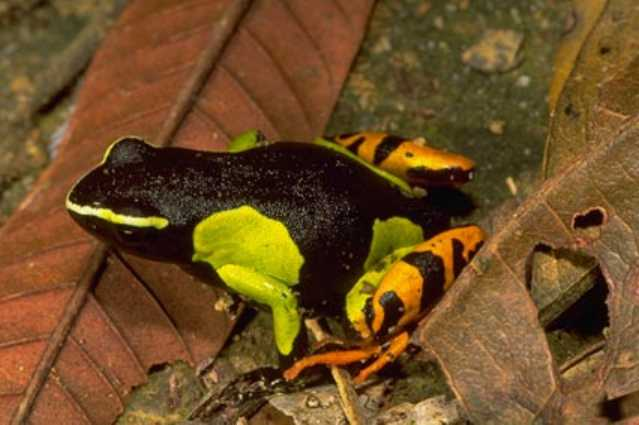
Mantella baroni
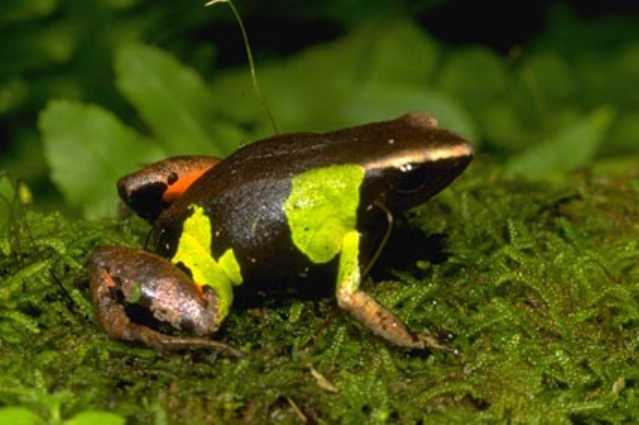
Mantella pulchra

## Gedrag en leefwijze
De leefwijze van deze kikkersoort is nog weinig onderzocht. Het is een dagactief dier dat voornamelijk in de strooisellaag van regenwouden leeft, in de buurt van stromend water. Het mannetje laat zich horen door korte piepgeluiden. Het vrouwtje legt haar eieren in de grond. Tijdens het regenseizoen spoelt de regen de uitgekomen kikkervissen naar nabijgelegen waterstromen, waar ze zich verder ontwikkelen.

## Verspreiding en leefgebied
M. madagascariensis is endemisch in Madagaskar en komt er voor in de tropische laaglandbossen in het oosten van het eiland, op een hoogte van 700 tot 1050 meter boven zeeniveau. Hij leeft er in de bossen of aan de randen, dicht bij stromend water.

### Beschermingsstatus
Het gefragmenteerde leefgebied van M. madagascariensis is kleiner dan 20.000 vierkante kilometer en gaat vermoedelijk zowel in grootte als in kwaliteit achteruit. Dit is onder andere te wijten aan rooflandbouw, overbegrazing, houtkap, houtskoolwinning en de invasieve verspreiding van exotische eucalyptusplanten. Mogelijk vormt de handel in exotische dieren ook een bedreiging. De populatie gaat achteruit en M. expectata wordt daarom beschouwd als een kwetsbare diersoort (VU of Vulnerable) op de Rode Lijst van de IUCN. Op de lijst van CITES is de soort opgenomen in Bijlage II, wat wil zeggen dat voor de export een vergunning moet worden aangevraagd.

## Taxonomie
M. expectata werd in 1872 voor het eerst geldig gepubliceerd door de Franse natuuronderzoeker en ontdekkingsreiziger Alfred Grandidier, die tijdens drie studiereizen de flora en fauna van Madagaskar uitvoerig heeft bestudeerd. Hij beschreef de kikker als Dendrobates madagascariensis en plaatste hem in de familie van pijlgifkikkers (Dendrobatidae). Er komen echter geen pijlgifkikkers op Madagaskar voor, wel een aparte familie die veel overeenkomsten heeft, Mantellidae genaamd. Kikkers uit deze familie komen enkel op Madagaskar en het nabijgelegen eiland Mayotte voor. In 1882 plaatste de zoöloog George Albert Boulenger de kikker in het juiste geslacht als Mantella expectata.